# 大和朝倉駅

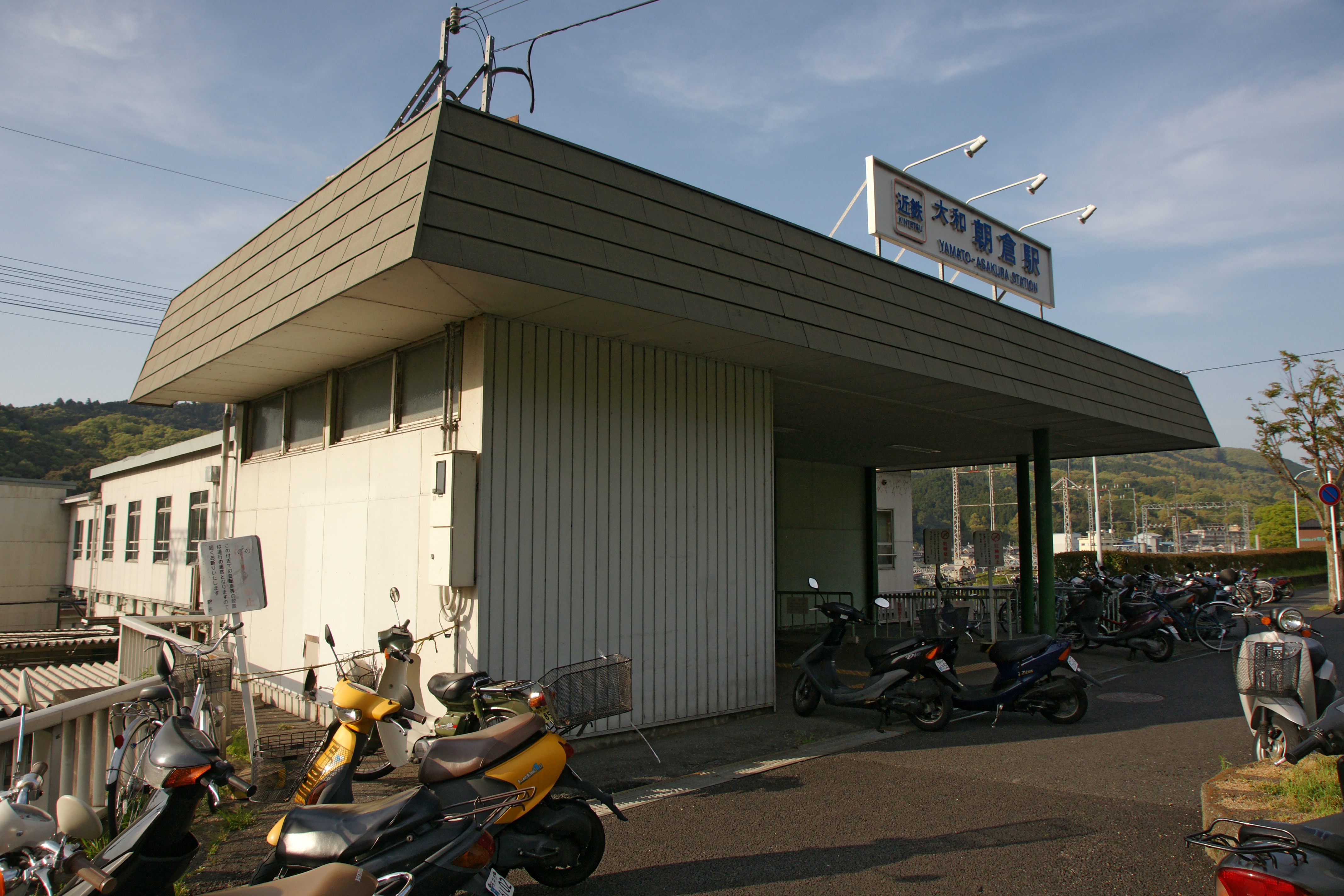
南口（2009年4月）

大和朝倉駅（やまとあさくらえき）は、奈良県桜井市大字慈恩寺にある、近畿日本鉄道（近鉄）大阪線の駅である。駅番号はD43。

## 歴史
- 1944年（昭和19年）11月3日：近鉄大阪線の桜井 - 長谷寺間に新設開業[1]。
- 1996年（平成8年）3月15日：待避線設置。これにより、毎時3本運転でありながら停車駅によっては最大30分の開きとなっていた昼間時の下り準急の運転間隔が20分間隔に均等化されるなど、弾力的なダイヤ設定が可能になった。
- 2007年（平成19年）4月1日：PiTaPa使用開始[2]。
- 2010年（平成22年）10月10日：天皇・皇后の奈良視察に伴うお召し列車が、当駅から大阪上本町駅間に運転される[3][4]。車両は21020系（アーバンライナーnext）の第1編成を充当[3][4]。
- 2018年（平成30年）3月17日：急行の停車駅に追加される[5]。このダイヤ改正からそれまで榛原駅・名張駅発着だった準急・区間準急の大半が当駅折り返しとなる。
- 2025年（令和7年）5月から6月にかけてトイレの改修工事が行われた。なお構造的な理由からバリアフリー化は見送られた。

## 駅構造
島式2面4線のホームを持つ、待避可能な地上駅で橋上駅舎を有する。ホーム有効長1番線･2番線･3番線が6両、4番線のみ8両となっている。改札口は1ヶ所のみ。出入口は南北双方にあり、南側の出入口は橋上駅舎と同じ高さにある。

### のりば
| のりば | 路線     | 方向 | 行先           | 備考            |
| ------ | -------- | ---- | -------------- | --------------- |
| 1・2   | D 大阪線 | 下り | 名張方面       |                 |
| 3・4   | D 大阪線 | 上り | 大阪上本町方面 | 当駅始発は1番線 |

付記事項
- 内側2線（2番線と3番線）が主本線、外側2線（1番線と4番線）が待避線である。
- 1番線は大阪方の渡り線を用いて列車の折り返しが可能な構造となっている。

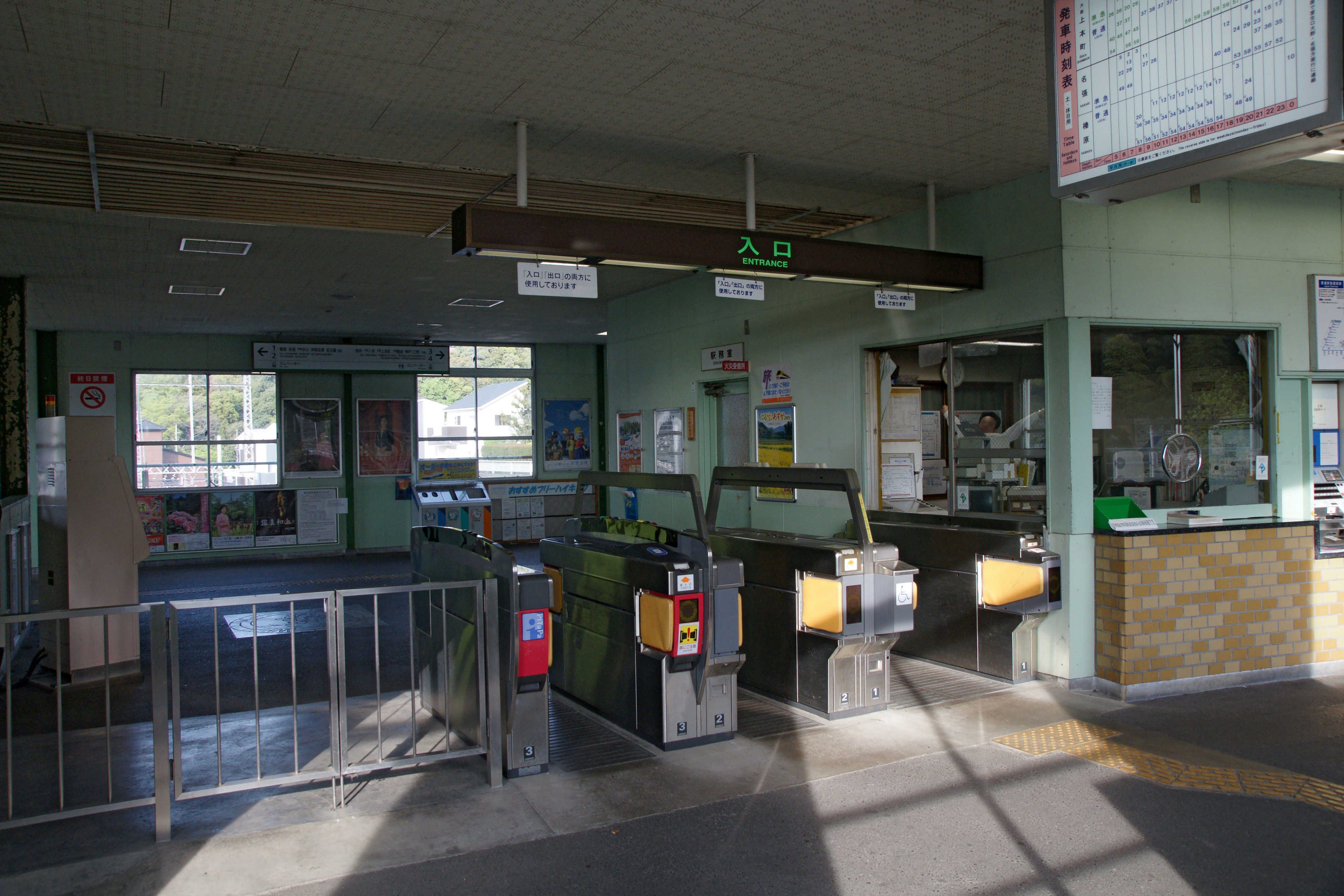
改札口
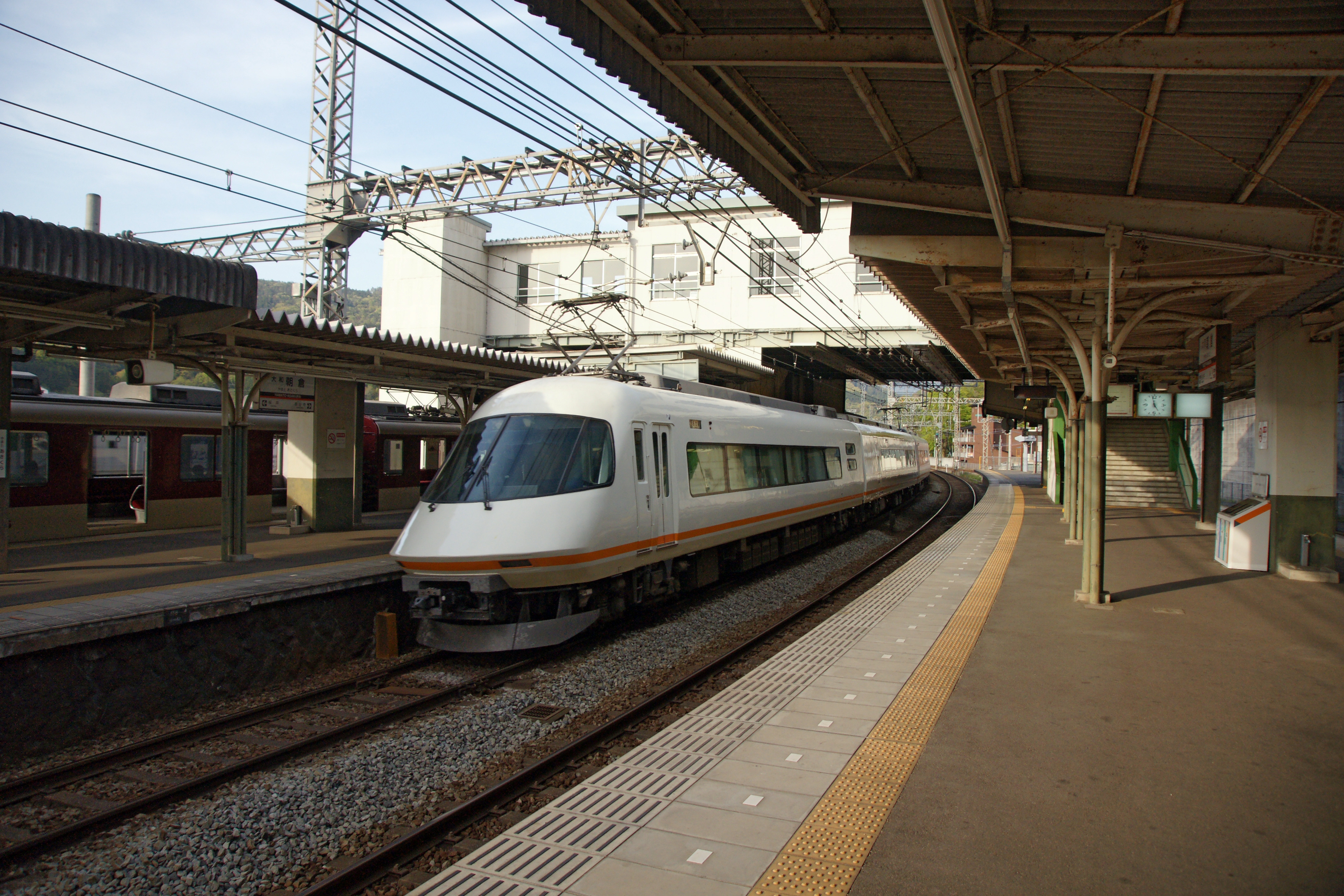
ホーム
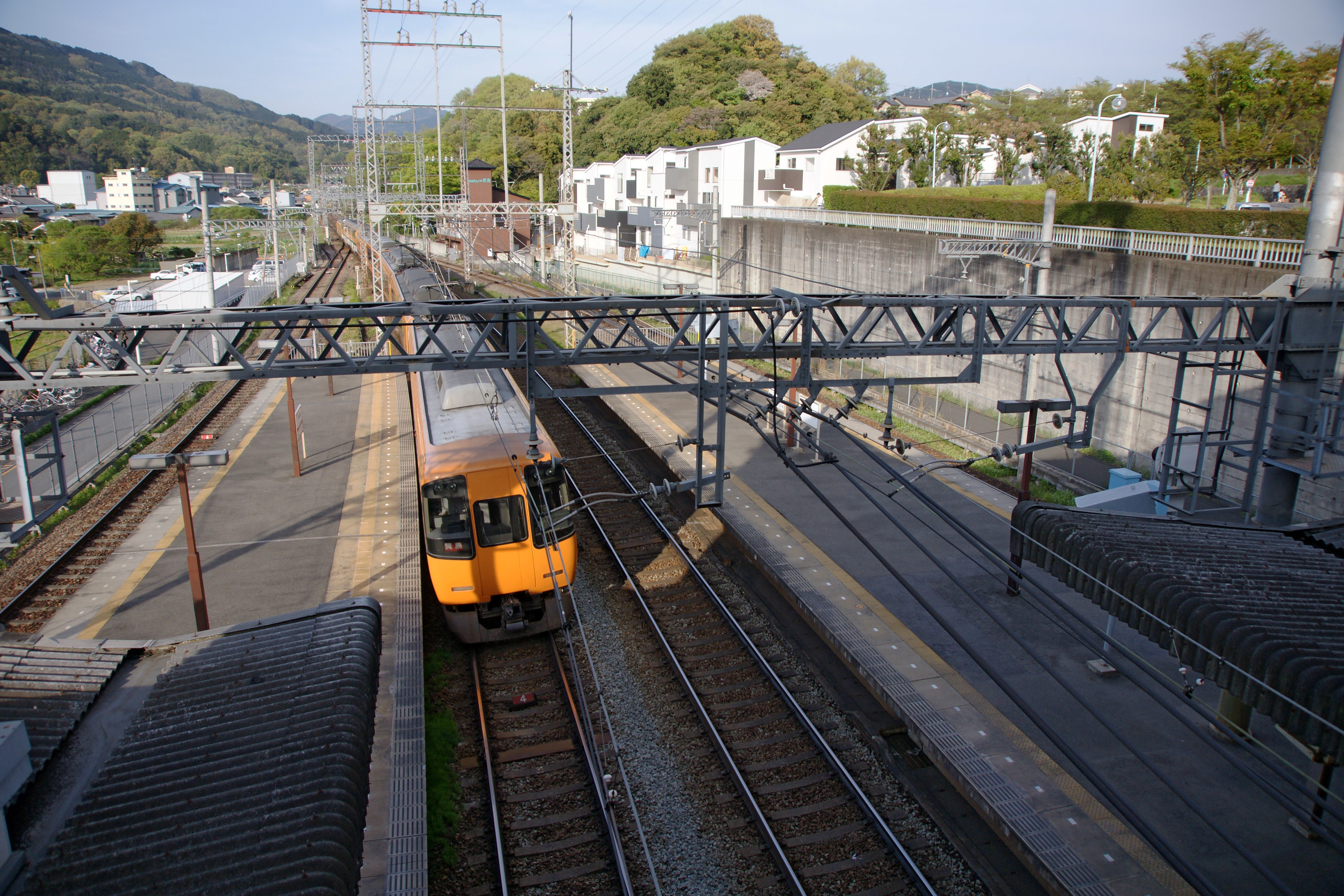
橋上から

### 停車列車
- 急行以下の一般列車が停車する[7]。
- ほぼ終日にわたって当駅折り返しの準急・区間準急・普通列車が設定されており[7]、車両基地がある高安・五位堂方面からの試運転列車も当駅で折り返している。2018年3月17日のダイヤ変更で長谷寺駅と共に急行停車駅となる以前も、ダイヤ乱れの際に定期列車が臨時で折り返し運転を実施していた。
  - 日中は急行（桜井駅 - 榊原温泉口駅間各駅停車）が毎時3本、大阪方面から当駅終着の区間準急（近鉄八尾駅 - 名張駅間各駅停車）が毎時2本、普通列車が毎時1本ずつ設定されており、普通列車は区間準急として折り返す。朝と夕方以降には一部の準急以下の電車が榛原、名張駅まで走行する電車もあるが、それ以降も毎時2本 - 3本の列車が当駅で折り返しており、早朝(平日のみ)と夜間には当駅始発の五位堂行き普通列車や平日には深夜に高安行きも設定されている[7]。
- 準急以下の一部列車は当駅で特急や快速急行を待避しており、一部の急行が当駅で特急待避が行われている[7]。

### 駅設備・営業面
- 榛原駅管理の有人駅で、PiTaPa・ICOCA対応の自動改札機および自動精算機（回数券カードおよびICカードのチャージに対応）が設置されている。
- 当駅以東では大阪難波駅経由の阪神電鉄線連絡乗車券は購入不可となっているため（阪神電鉄線側から当該駅までの連絡乗車券も発売されていない）、鶴橋駅または大阪上本町駅で奈良線列車に乗り継いで、大阪難波駅で降車せずにそのまま阪神なんば線方面（桜川駅以遠）へ向かう場合は降車駅での精算が必要となり、神戸高速線・山陽電鉄・神戸電鉄方面へ行く場合は大阪難波駅で一旦下車して切符を再度購入することになる。

## 利用状況
大和朝倉駅の利用状況の変遷を下表に示す。
- 輸送実績（乗車人員）の単位は人であり、年度での総計値を示す。年度間の比較に適したデータである。
- 乗降人員調査結果は任意の1日における値（単位：人）である。調査日の天候・行事等の要因によって変動が大きいので年度間の比較には注意を要する。
- 表中、最高値を赤色で、最高値を記録した年度以降の最低値を青色で、最高値を記録した年度以前の最低値を緑色で表記している。

| 年度別利用状況（大和朝倉駅） | 年度別利用状況（大和朝倉駅）         | 年度別利用状況（大和朝倉駅）         | 年度別利用状況（大和朝倉駅）         | 年度別利用状況（大和朝倉駅）         | 年度別利用状況（大和朝倉駅） | 年度別利用状況（大和朝倉駅） | 年度別利用状況（大和朝倉駅） |
| 年 度                        | 当駅分輸送実績（乗車人員）：人／年度 | 当駅分輸送実績（乗車人員）：人／年度 | 当駅分輸送実績（乗車人員）：人／年度 | 当駅分輸送実績（乗車人員）：人／年度 | 乗降人員調査結果：人／日     | 乗降人員調査結果：人／日     | 特記事項                     |
| ---------------------------- | ------------------------------------ | ------------------------------------ | ------------------------------------ | ------------------------------------ | ---------------------------- | ---------------------------- | ---------------------------- |
| 年 度                        | 通勤定期                             | 通学定期                             | 定期外                               | 合 計                                | 調査日                       | 調査結果                     | 特記事項                     |
| 1982年（昭和57年）           |                                      | ←←←←                                 |                                      | 644,226                              | 11月16日                     | 3,022                        |                              |
| 1983年（昭和58年）           |                                      | ←←←←                                 |                                      | 659,988                              | 11月8日                      | 3,276                        |                              |
| 1984年（昭和59年）           |                                      | ←←←←                                 |                                      | 680,449                              | 11月6日                      | 3,427                        |                              |
| 1985年（昭和60年）           |                                      | ←←←←                                 |                                      | 708,516                              | 11月12日                     | 3,444                        |                              |
| 1986年（昭和61年）           |                                      | ←←←←                                 |                                      | 747,358                              | 11月11日                     | 3,766                        |                              |
| 1987年（昭和62年）           |                                      | ←←←←                                 |                                      | 764,289                              | 11月10日                     | 3,742                        |                              |
| 1988年（昭和63年）           |                                      | ←←←←                                 |                                      | 807,475                              | 11月8日                      | 4,479                        |                              |
| 1989年（平成元年）           |                                      | ←←←←                                 |                                      | 823,624                              | 11月14日                     | 4,127                        |                              |
| 1990年（平成2年）            |                                      | ←←←←                                 |                                      | 860,591                              | 11月6日                      | 4,452                        |                              |
| 1991年（平成3年）            |                                      | ←←←←                                 |                                      | 894,818                              |                              |                              |                              |
| 1992年（平成4年）            |                                      | ←←←←                                 |                                      | 872,624                              | 11月10日                     | 4,150                        |                              |
| 1993年（平成5年）            |                                      | ←←←←                                 |                                      | 841,987                              |                              |                              |                              |
| 1994年（平成6年）            |                                      | ←←←←                                 |                                      | 824,387                              |                              |                              |                              |
| 1995年（平成7年）            |                                      | ←←←←                                 |                                      | 811,507                              | 12月5日                      | 3,713                        |                              |
| 1996年（平成8年）            |                                      | ←←←←                                 |                                      | 792,026                              |                              |                              | 待避線が設置                 |
| 1997年（平成9年）            |                                      | ←←←←                                 |                                      | 757,715                              |                              |                              |                              |
| 1998年（平成10年）           |                                      | ←←←←                                 |                                      | 741,103                              |                              |                              |                              |
| 1999年（平成11年）           |                                      | ←←←←                                 |                                      | 729,230                              |                              |                              |                              |
| 2000年（平成12年）           |                                      | ←←←←                                 |                                      | 689,023                              |                              |                              |                              |
| 2001年（平成13年）           |                                      | ←←←←                                 |                                      | 661,218                              |                              |                              |                              |
| 2002年（平成14年）           |                                      | ←←←←                                 |                                      | 624,073                              |                              |                              |                              |
| 2003年（平成15年）           |                                      | ←←←←                                 |                                      | 609,317                              |                              |                              |                              |
| 2004年（平成16年）           |                                      | ←←←←                                 |                                      | 583,619                              |                              |                              |                              |
| 2005年（平成17年）           | 436,560                              | ←←←←                                 | 127,029                              | 563,589                              | 11月8日                      | 2,774                        |                              |
| 2006年（平成18年）           |                                      | ←←←←                                 |                                      |                                      |                              |                              |                              |
| 2007年（平成19年）           |                                      | ←←←←                                 |                                      |                                      |                              |                              |                              |
| 2008年（平成20年）           |                                      | ←←←←                                 |                                      |                                      | 11月18日                     | 2,553                        |                              |
| 2009年（平成21年）           |                                      | ←←←←                                 |                                      |                                      |                              |                              |                              |
| 2010年（平成22年）           |                                      | ←←←←                                 |                                      |                                      | 11月9日                      | 2,344                        |                              |
| 2011年（平成23年）           |                                      | ←←←←                                 |                                      |                                      |                              |                              |                              |
| 2012年（平成24年）           |                                      | ←←←←                                 |                                      |                                      | 11月13日                     | 2,189                        |                              |
| 2013年（平成25年）           |                                      | ←←←←                                 |                                      |                                      |                              |                              |                              |
| 2014年（平成26年）           |                                      | ←←←←                                 |                                      |                                      |                              |                              |                              |
| 2015年（平成27年）           |                                      | ←←←←                                 |                                      |                                      | 11月10日                     | 2,160                        |                              |
| 2016年（平成28年）           |                                      | ←←←←                                 |                                      |                                      |                              |                              |                              |
| 2017年（平成29年）           |                                      | ←←←←                                 |                                      |                                      |                              |                              |                              |
| 2018年（平成30年）           | 303,630                              | ←←←←                                 | 111,617                              | 415,247                              | 11月13日                     | 2,125                        | 急行停車駅に昇格             |
| 2019年（令和元年）           | 301,710                              | ←←←←                                 | 105,956                              | 407,666                              |                              |                              |                              |
| 2020年（令和2年）            |                                      | ←←←←                                 |                                      |                                      |                              |                              |                              |
| 2021年（令和3年）            |                                      | ←←←←                                 |                                      |                                      | 11月9日                      | 1,726                        |                              |
| 2022年（令和4年）            |                                      | ←←←←                                 |                                      |                                      | 11月8日                      | 1,788                        |                              |
| 2023年（令和5年）            |                                      | ←←←←                                 |                                      |                                      | 11月7日                      | 1,753                        |                              |

## 駅周辺
駅から少し離れた北側を大和川が流れ、その向こう岸を国道165号と中和幹線が通る。駅南側は外鎌（）山に隣接する住宅街（近鉄朝倉台住宅地）となっている。
- 近鉄朝倉台住宅地
- 畿央大学付属幼稚園（閉園）
- 舒明天皇陵
- 鏡王女墓
- 桜井市立朝倉小学校
- 朝倉郵便局
- 国道165号
- 国道166号
- 中和幹線（奈良県道105号中和幹線）
- 奈良県道199号慈恩寺三輪線
- 大和川
- 外鎌（）山（忍坂（）山）

### バス路線
駅南口のロータリー内に「大和朝倉駅」停留所があり、下記の路線が乗入れる。
桜井市コミュニティバス
- 初瀬・朝倉台線

## 隣の駅
近畿日本鉄道
D 大阪線
■快速急行
通過
■急行・■準急・■区間準急・■普通
桜井駅  (D42) - 大和朝倉駅 (D43) - 長谷寺駅 (D44)